# Barbus perince
Barbus perince е вид лъчеперка от семейство Шаранови (Cyprinidae). Видът не е застрашен от изчезване.

## Разпространение
Разпространен е в Буркина Фасо, Гана, Гвинея, Египет, Етиопия, Камерун, Мали, Нигерия, Уганда, Чад и Южен Судан.

## Описание
На дължина достигат до 8,9 cm.